# Peter Plys - Jagten på den forsvundne Jakob
Peter Plys - Jagten på den forsvundne Jakob er en tegnefilm fra The Walt Disney Company, der produceres af Walt Disney Television Animation og er den første efterfølgeren til Peter Plys, en film fra Walt Disney Feature Animation fra 1977. Filmen blev udgivet direkte på video i 5. august 1997.

## Handling
Jakob skal til at starte i skole og skriver derfor en besked til Plys. Et budskab, som Plys med Ugles hjælp formår fuldstændig at fejlfortolke. I troen på at Jakob er i fare et sted dybt inde i skoven, drager Plys og hans venner ud for at redde ham. Men jagten på Jakob byder på mange farer og problemer for vennerne.

## Medvirkende
- Peter Plys - John Hahn-Petersen
- Grisling - Lars Thiesgaard
- Ninka Ninus - Jens Zacho Böye
- Tigerdyr - Torben Zeller
- Æsel - Nis Bank-Mikkelsen
- Ugle - Niels Weyde
- Jakob - Mathias Klenske (tale)
- Jakob - Søren Holm (sang)
- Fortæller - Jørgen Teytaud